# Stadion Bogovinje
Stadion Bogovinje – stadion piłkarski w Bogowińe, w Macedonii Północnej. Obiekt może pomieścić 1500 widzów. Swoje spotkania rozgrywają na nim piłkarze klubu KF Drita.